# Heredia (provincie)
Heredia is een provincie van Costa Rica, gelegen in het noorden van het land aan de grens met Nicaragua. Verder grenst Heredia aan de provincies Limón, San José en Alajuela. De provinciale hoofdstad is Heredia.
Heredia heeft een oppervlakte van 2657 km², vijf procent van Costa Rica. Er wonen 433.677 mensen (2011), wat ruim tien procent van de totale bevolking van Costa Rica is.

## Kantons
Heredia is verdeeld in tien gemeenten (hoofdsteden tussen haakjes):
- Barva (Barva)
- Belén (San Antonio)
- Flores (San Joaquín)
- Heredia (Heredia)
- San Isidro (San Isidro)
- San Pablo (San Pablo)
- San Rafael (San Rafael)
- Santa Bárbara (Santa Bárbara)
- Santo Domingo (Santo Domingo)
- Sarapiquí (Puerto Viejo)

Alajuela · Cartago · Guanacaste · Heredia · Limón · Puntarenas · San José